# Янковский, Дмитрий Евгеньевич
Дми́трий Евге́ньевич Янко́вский (род. 17 октября 1986, Ленинград) — российский оперный и эстрадный певец (баритон). Солист московского театра «Геликон-опера», участник мюзиклов с мировым именем компании Stage Entertainment. Участник проекта «Голос» (6 сезон). Дипломант Союза театральных деятелей России (СТД). Победитель международного турнира Terem Crossover.

## Биография
Дмитрий Янковский родился 17 октября 1986 года в Санкт-Петербурге. С раннего детства увлекаясь музыкой, он окончил музыкальную школу при училище имени Н. Римского-Корсакова по классу ударных инструментов и в качестве ударника участвовал в концертах и гастролях оркестра «Музыкальный серпантин». С 15 лет Дмитрий занимался академическим вокалом и окончив школу экстерном, в 2003 году поступил в Российский государственный институт сценических искусств (бывший ЛГИТМиК, в 2003 году — СПбГАТИ) по специальности «Актёр музыкального театра»; Дмитрий Янковский обучался в мастерской народного артиста РФ Александра Васильевича Петрова. Ещё во время учёбы Дмитрий был принят в труппу Санкт-Петербургского детского музыкального театра «Зазеркалье», а также стал лауреатом Международного конкурса «Поющая маска» и обладателем гран-при Фестиваля патриотической песни «Россия молодая» (2007). В том же году за роли Пионера Пети в спектакле «Петя и волк» и Отца в спектакле «Рикки-Тикки-Тави» Союзом Театральных Деятелей России Дмитрий был награждён дипломом XVI Фестиваля «Театры Санкт-Петербурга — детям».

### Работа в мюзиклах
В 2008 году, сразу же после получения диплома, молодой исполнитель был принят в качестве дублёра главных мужских ролей в мюзикл «Красавица и Чудовище» (постановка компании «Stage Entertainment», Москва), и уже 11 октября 2008 года сыграл премьерный спектакль в роли Чудовища; его партнёршей по сцене стала актриса театра и кино Екатерина Гусева. Дмитрий был выдвинут кандидатом в «Книгу рекордов Гиннесса» как человек, исполняющий 5 главных ролей в одном спектакле — на протяжении двух сезонов он исполнял партии Чудовища, Гастона, Люмьера, Мориса и Месье Мрака. В 2012 году компания «Stage Entertainment» вновь приглашает Дмитрия в качестве исполнителя всех главных мужских ролей (Сэма, Билла и Гарри), но уже в мюзикл «MAMMA MIA!», который был триумфально возвращён в Москву после шестилетнего перерыва.
В 2017 году в мюзикле «Привидение» (компания «Stage Entertainment») Дмитрий исполняет не обычную для своего амплуа роль — «привидения подземки». Музыкальный материал персонажа строится на читке РЭПа, а сама роль требует большой драматической отдачи. Несмотря на то, что Янковский является оперным певцом, он с успехом освоил такое сложное направление, как РЭП, а школа актёрского мастерства СПБГАТИ помогла ему в работе над ролью.

### Работа в театре «Геликон-опера»
В 2009 году Дмитрия приглашают в труппу московского музыкального театра «Геликон-опера», в составе которой он дебютировал в опере «Лулу» А.Берг на фестивале в городе Мишкольц, Венгрия. В настоящее время Дмитрий является ведущим солистом театра и исполняет такие роли как Фигаро («Севильский цирюльник» Дж. Россини), Прус («Средство Макропулоса», Л. Яначек), Сальери(«Моцарт и Сальери» Н.Р-Корсаков), Томский («Пиковая Дама» П.Чайковский) и др.

### Проект «Новые голоса»
Летом 2009 года каналом СТС было организованно телевизионное шоу «Русские теноры». Из 8000 претендентов были отобраны 15 лучших оперных певцов. Дмитрий прошёл отбор и был приглашён на съёмки шоу в Америку, Голливуд. Там он проходил стажировку и получил мастер-классы у самых звёздных голливудских актёров и режиссёров, работал на культовых звукозаписывающих студиях, пел на знаменитой Аллее Звёзд. По возвращении в Россию, 8 участников проекта (в том числе и Дмитрий) решили организовать свой коллектив — «Новые голоса».

### Участие в шоу «Главная сцена»
В 2015 году Дмитрий Янковский принял участие в телешоу «Главная сцена», задачей которого был поиск талантливых молодых исполнителей, из которых знаменитые продюсеры брались сделать настоящую звезду эстрады. Для презентации своего проекта NeoClassic на «Главной сцене» Дмитрий выбрал кавер-версию песни группы «Иванушки Int.» «Тучи», где текст Александра Шаганова был совмещён с темой «Хабанера» из оперы Ж.Бизе «Кармен».
Как сама композиция, так и вокальное мастерство Дмитрия были высоко оценены профессиональным жюри и вызвали неподдельное восхищение публики. 

Уже через несколько месяцев певец доказал перспективность своего проекта. Получив от автора музыки Игоря Матвиенко официальное разрешение на использование музыкального материала. Дмитрий принимает решение о создании видеоклипа на полюбившуюся публике композицию «Тучи». Он обращается к своим слушателям с просьбой о финансировании съёмок через краудфандинговую платформу Planeta.ru, и уже через три недели после начала акции требуемая сумма была собрана: осенью 2015 года клип вышел на экраны.

### Участие в шоу «Голос»
В 2017 году принимал участие в шестом сезоне шоу «Голос». После первого поединка решением наставника покинул шоу. Как объяснил своё решение Александр Градский, это выступление Дмитрия, у которого «великолепная карьера», «поможет очень сильно ещё сильнее свою карьеру продвигать», у соперницы же «карьеры никакой нет, и ей это должно помочь».

## Мюзиклы
1. «Красавица и Чудовище»
2. «Mamma Mia!»
3. «Вестсайдская История»
4. «Цокотуха Не По-Детски»
5. «Привидение»

## Дискография и концерты
1. «Adagio» (Thomaso Albinoni); совместно с Юлией Коган
2. «Мелодия» (Муслим Магомаев)
3. «Parlami D’amore Mariu»
4. «The Phantom Of The Opera»; совместно с Еленой Заставной
5. «Лишь о тебе мечтая» (Руки Вверх)
6. «Жиголо»
7. «Toxicity» (System Of A Down)
8. «Перемен» (Виктор Цой)
9. «Белые Розы» (Ласковый Май)
10. «Sweet Dream» (Eurythmics)

## Награды
1. Гран-При Фестиваля Патриотической Песни «Россия Молодая»
2. Приз Зрительских Симпатий Международного Фестиваля «Terem Crossover»
3. Победитель Международного Турнира «Terem Crossover»
4. Лауреат Международного Конкурса «Поющая Маска»
5. Лауреат Фестиваля «Серебряный Орфей»
6. Дипломат фестиваля «Театры Санкт-Петербурга — детям»